# Giovanna Yun
Giovanna Yun, (Montevideo, 1992. július 18. –) uruguayi női válogatott labdarúgó.

## Pályafutása
Montevideo, Malvín városnegyedében nőtt fel és gyermekkora óta a labdarúgás bűvöletében él. Bár 10 éves korában családjával El Pinarba költöztek, a játék iránti szeretete nem enyhült és pár évvel később jelentkezett a Nacional akadémiájára.

### Klubcsapatokban
2015-ben a helyi rivális River Plate gárdájához távozott, ahol három szezonon keresztül erősítette a piros-fehér alakulatot, majd visszatért a Nacionalhoz. A Peñarol mezében első hazai sikerét érte el, miután bajnoki címet szerzett a Carbonerosszal.
A világbajnokság előtt rendezett Franciaország elleni barátságos mérkőzés után csapattársa, Yannel Correa segítségével a spanyol harmadosztályú Murciához csatlakozott, de a koronavírus járvány miatt felfüggesztett bajnokságban összesen hét találkozón tudott pályára lépni, melyeken két találatot jegyezhetett fel.
Visszatérve hazájába a Defensor Sporting együttesénél folytatta edzéseit.

### A válogatottban
Uruguay színeiben pályára lépett a 2014-es és a 2018-as Copa Américán.

## Sikerei

### Klubcsapatokban
Uruguayi bajnok (1):
- Peñarol (1): 2019

## Statisztikái

### A válogatottban
2020. október 6-al bezárólag
| Válogatott | Szezon   | Mérk. | Gól |
| ---------- | -------- | ----- | --- |
| Uruguay    |          |       |     |
| 2014       | 2        | 0     |     |
| 2018       | 2        | 0     |     |
| 2019       | 2        | 0     |     |
| Összesen   | Összesen | 6     | 0   |